# Шикунов, Фёдор Иванович
Фёдор Иванович Шикунов (30 апреля 1921 — 15 марта 1945) — советский лётчик-ас истребительной авиации в годы Великой Отечественной войны, Герой Российской Федерации (2.05.1996). Гвардии капитан (1944).

## Биография
Родился 30 апреля 1921 года в Майкопе в семье крестьянина. Когда ему было 11 лет, скончался отец. Фёдор вынужден прервать учёбу в школе. Работал на Майкопском лесомебельном заводе. Затем продолжил учёбу и в 1939 году окончил 8 классов майкопской школы № 9 с отличием. Затем работал продавцом на лесомебельном заводе, а также окончил в июне 1939 года Майкопский аэроклуб имени М. М. Громова. В этом аэроклубе в те годы учились будущие Герои Советского Союза Зюзин Дмитрий, Макаренко Алексей, Нагульян Мартирос, Шевкунов Анатолий, Шумаков Георгий.
В Красной Армии с 1 августа 1939 года. В 1940 году окончил по первому разряду Таганрогскую военную авиационную школу пилотов имени В. П. Чкалова, в которой тогда учились будущие Герои Советского Союза майкопчане Шевкунов Анатолий, Макаренко Алексей, Шумаков Георгий. Оставлен в этой авиационной школе лётчиком-инструктором. В начале Великой Отечественной войны вместе с школой эвакуирован в Омск. В июне 1942 года переведён в 22-й запасной истребительный авиационный полк 6-й запасной авиационной бригады ВВС Московского военного округа. Полк базировался на аэродроме Кинешма в Ивановской области. За три года работы инструктором сам стал первоклассным лётчиком. Только через 2 года войны сумел добиться отправки на фронт.

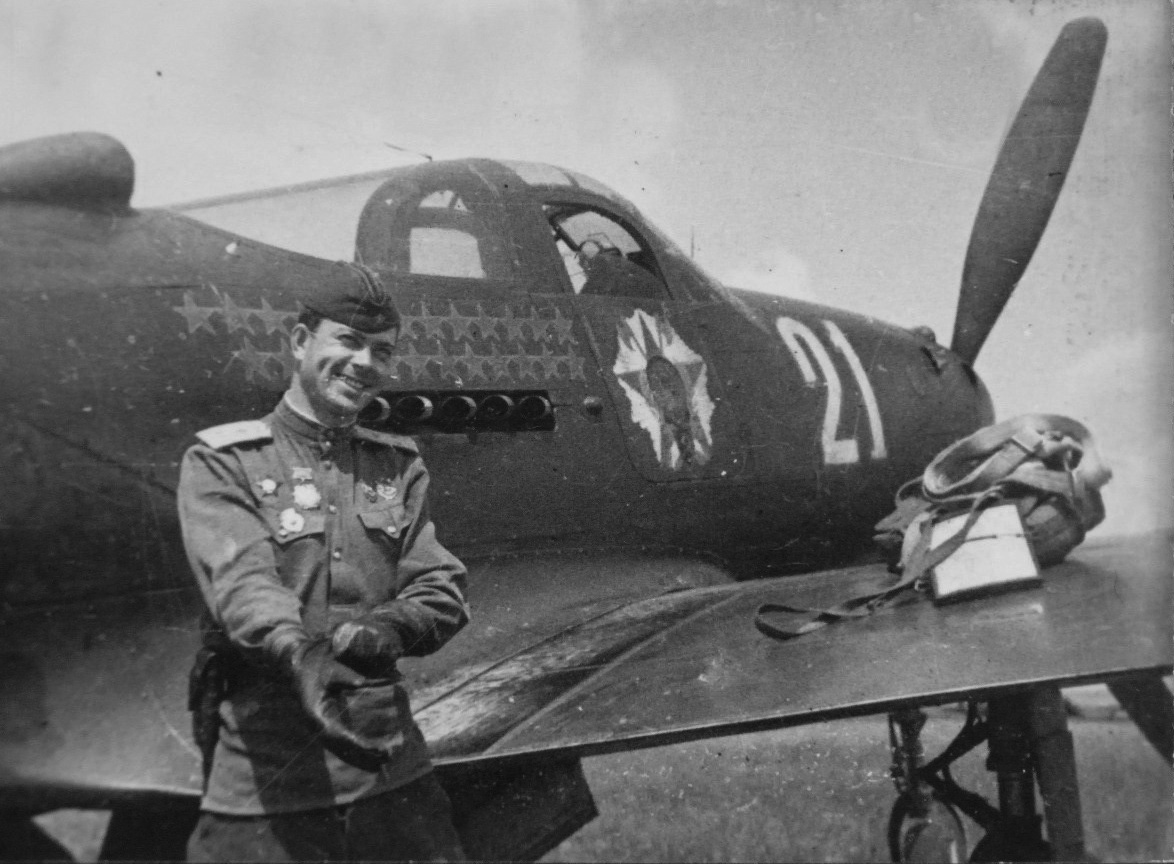
Фёдор Шикунов возле своего P-39N

В июне 1943 года после многочисленных просьб был зачислен командиром звена в 69-й гвардейский истребительный авиационный полк, который тогда находился на переобучении в Иваново, освоил истребитель Р-39 «Аэрокобра». В действующей армии с 5 октября 1943 года, полк воевал в составе 304-й истребительной авиационной дивизии 7-го истребительного авиационного корпуса в 5-й воздушной армии на 2-м Украинском фронте. В этом полку прошёл весь свой боевой путь. Позднее, в июле 1944 года, полк, дивизия и корпус были переданы в 2-ю воздушную армию на 1-й Украинский фронт, а дивизия и корпус за отличия в боях в октябре 1944 года были преобразованы соответственно в 23-ю гвардейскую истребительную авиационную дивизию и в 6-й гвардейский истребительный авиационный корпус.
Отлично подготовленный пилот лейтенант Фёдор Шикунов сразу же после прибытия на фронт проявил себя и отличным истребителем. Через четыре дня после прибытия на фронт, в бою 9 октября 1943 года, он открыл свой боевой счёт, сбив немецкий самолёт-разведчик «Фокке-Вульф»—189. А уже через месяц, 11 декабря 1943 года, стал асом, одержав в этот день свою пятую личную воздушную победу. В ноябре 1943 года стал заместителем командира эскадрильи, в апреле 1944 года назначен командиром эскадрильи. Воевал на полученном по ленд-лизу американском истребителе «Аэрокобра». Участвовал в Нижнеднепровской, Кировоградской, Корсунь-Шевченковской, Уманско-Ботошанской, Львовско-Сандомирской, Карпатско-Дуклинской, Висло-Одерской, Нижне-Силезской, Верхне-Силезской наступательных операциях, а также в воздушном сражении на подступах к Румынии в апреле — июне 1944 года. Член ВКП(б) с 1944 года.
К июлю 1944 года в 128 боевых вылетах сбил 18 самолётов лично и 1 — в паре. За эти подвиги тогда же представлялся к присвоению звания Героя Советского Союза командиром полка гвардии майором Н. К. Кривяковым, но представление не было реализовано.
Командир эскадрильи 69-го гвардейского истребительного авиационного полка гвардии капитан Шикунов Фёдор Иванович за годы войны совершил 212 успешных боевых вылетов и провёл 52 воздушных боя, в которых сбил 21 вражеский самолёт лично и 1 в группе. По публикациям в прессе, на счету лётчика 25 и даже 27 сбитых самолётов противника.
Погиб в боевом вылете 15 марта 1945 года — сбит зенитным огнём при блокировании немецкого аэродрома в районе населённого пункта  Фридевальд. Похоронен на центральной площади города Бриг (ныне город Бжег, Опольское воеводство Польши).
Указом Президента Российской Федерации № 619 от 2 мая 1996 года «за мужество и героизм, проявленные в борьбе с немецко-фашистскими захватчиками в Великой Отечественной войне 1941 - 1945 годов» капитану Шикунову Фёдору Ивановичу присвоено звание Герой Российской Федерации (посмертно).
Медаль «Золотая Звезда» Героя Российской Федерации была передана его сестре Валентине Ивановне, а после её кончины передана родными Ф. И. Шикунова в Национальный музей Республики Адыгея (Майкоп).

## Награды
- Герой Российской Федерации (2.05.1996, посмертно)[12].
- два ордена Красного Знамени (21.06.1944[13], 22.10.1944[14])
- орден Александра Невского (29.04.1944)[15]
- орден Отечественной войны I степени (13.05.1945)[16]
- орден Красной Звезды (4.11.1943)[17]

## Память
- Имя Героя высечено золотыми буквами в зале Славы Центрального музея Великой Отечественной войны в Парке Победы г. Москва.
- На могиле Героя установлен надгробный памятник.